# Oscar Lundberg (konstnär)
För bibliotekarien och fornforskaren, se Oskar Lundberg.
Oscar Lundberg, född 1905 i Skönvik, Medelpad, död 1953 på Vejbystrands sanatorium, Kristianstads län, var en svensk målare.
Lundberg studerade vid Tekniska skolan samt en kortare tid vid Otte Skölds målarskola i Stockholm. Hans konst består av blomsterstilleben, industrimotiv och landskap huvudsakligen utförda i pastell. En minnesutställning med hans konst visades av Sköns hembygdsförening 1954.   